# Hengdian World Studios

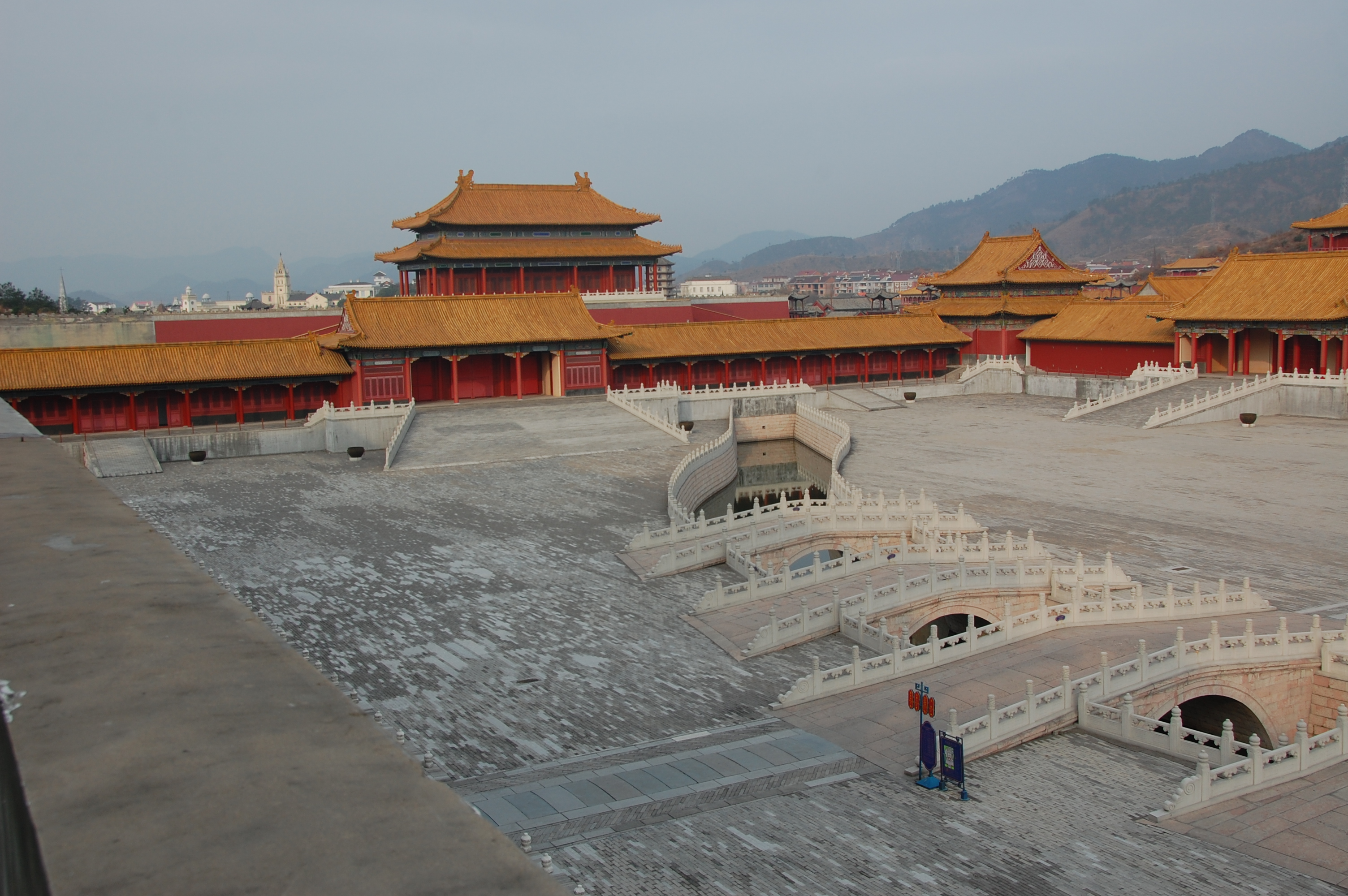
Replik av Förbjudna staden i Hengdian World Studios.

Hengdian World Studios (横店影视城) är en filmstudio belägen i Hengdian i Zhejiang-provinsen i östra Kina.
Filmstudion grundades 1996 av den kinesiske entreprenören Xu Wenrong. Området består av 13 inspelningsbaser som tillsammans har en yta på 330 hektar. På studion har ett flertal repliker av historisk kinesisk arkitektur byggts upp i naturlig storlek och gamla byggnader har även flyttats till inspelningsområdet. Det finns flera repliker av Förbjudna staden samt rekonstruktioner av Qin Shihuangs palats, en stad från Songdynastin och hamnstaden Kanton före Opiumkriget. Hengdian World Studios är en stor turistattraktion och drog 2013 cirka 12 miljoner besökare.